# 코바치 피테르
코바치 피테르(Péter Kovács, 1959년 9월 28일 ~ 2024년 6월 22일)는 헝가리의 체조 선수였다. 1980년 하계 올림픽의 모든 기계 체조 종목에 출전했으며 헝가리 팀과 함께 동메달을 획득했다. 개인적으로 그의 최고 성과는 마루 운동에서 5위를 차지한 것이다. 철봉의 요소 이름은 코바치의 이름을 따서 명명되었다. 2024년 6월 22일 64세의 나이로 사망했다.